# Karaś
Karaś [pronunciación en polaco: /ˈkaraɕ/] (en alemán: Karrasch) es un pueblo en el distrito administrativo de Gmina Iława, dentro del Distrito de Iława, Voivodato de Varmia y Masuria, en el norte de Polonia. Se encuentra aproximadamente 6 kilómetros al del suroeste de Iława y 71 kilómetros al oeste de la capital regional, Olsztyn.
Antes de 1945, el área era parte de Alemania (Prusia Oriental).

## Residentes notables
- Max Winkler (1875–1961), Alcalde de Graudenz